# Адель Абдельрахман
Хосні Адель Абдельрахман (нар. 11 грудня 1967, Єгипет) — єгипетський футболіст, нападник.

## Клубна кар'єра
Протягом футбольної кар'єри на клубному рівні виступав за «Аль-Аглі». У 1989 році дебютував за каїрську команду в Прем'єр-лізі, згодом став осовним гравцем клубу. Тричі ставав чемпіоном країни у (1989, 1994, 1995) та чотири рази вигравав Кубок Єгипту (1989, 1991–1993). У 1995 році допоміг «Аль-Аглі» виграти Арабський кубок володарів кубків. Футбольну кар'єру завершив 1995 року у віці 28 років.

## Кар'єра в збірній
У футболці національної збірної Єгипту дебютував 1990 року. У 1990 році головний тренер єгипетської збірної Махмуд Ель-Гохарі викликав Алаа для участі в чемпіонаті світу 1990 року в Італії. На цьому турнірі Адель провів 2 матчі групового етапу: проти Нідерландів (1:1) та з Англії (0:1). У футболці національної команди зіграв 9 матчів, в яких не відзначився жодним голом.

## Кар'єра тренера

### Статистика
Станом на 18 лютого 2017
| Команда                | З                 | По               | Досягнення | Досягнення | Досягнення | Досягнення | Досягнення | Пос |
| Команда                | З                 | По               | Іг         | В          | Н          | П          | % Перемог  | Пос |
| ---------------------- | ----------------- | ---------------- | ---------- | ---------- | ---------- | ---------- | ---------- | --- |
| «Аш-Шабаб»             | 3 квітня 2015     | 15 травня 2015   | 8          | 3          | 2          | 3          | 37,5       |     |
| «Аль-Іттіхад» (Джидда) | 27 листопада 2015 | 14 грудня 2015   | 4          | 2          | 1          | 1          | 50,0       |     |
| «Аль-Батін»            | 13 серпня 2016    | 3 листопада 2016 | 11         | 3          | 3          | 5          | 27,3       |     |
| «Аль-Вахда» (М)        | 23 грудня 2016    | 5 травня 2017    | 15         | 3          | 1          | 11         | 20,0       |     |
| Загалом                | Загалом           | Загалом          | 38         | 11         | 7          | 20         | 28,9       | —   |